# Friedrich Henning Adolf von Rumohr

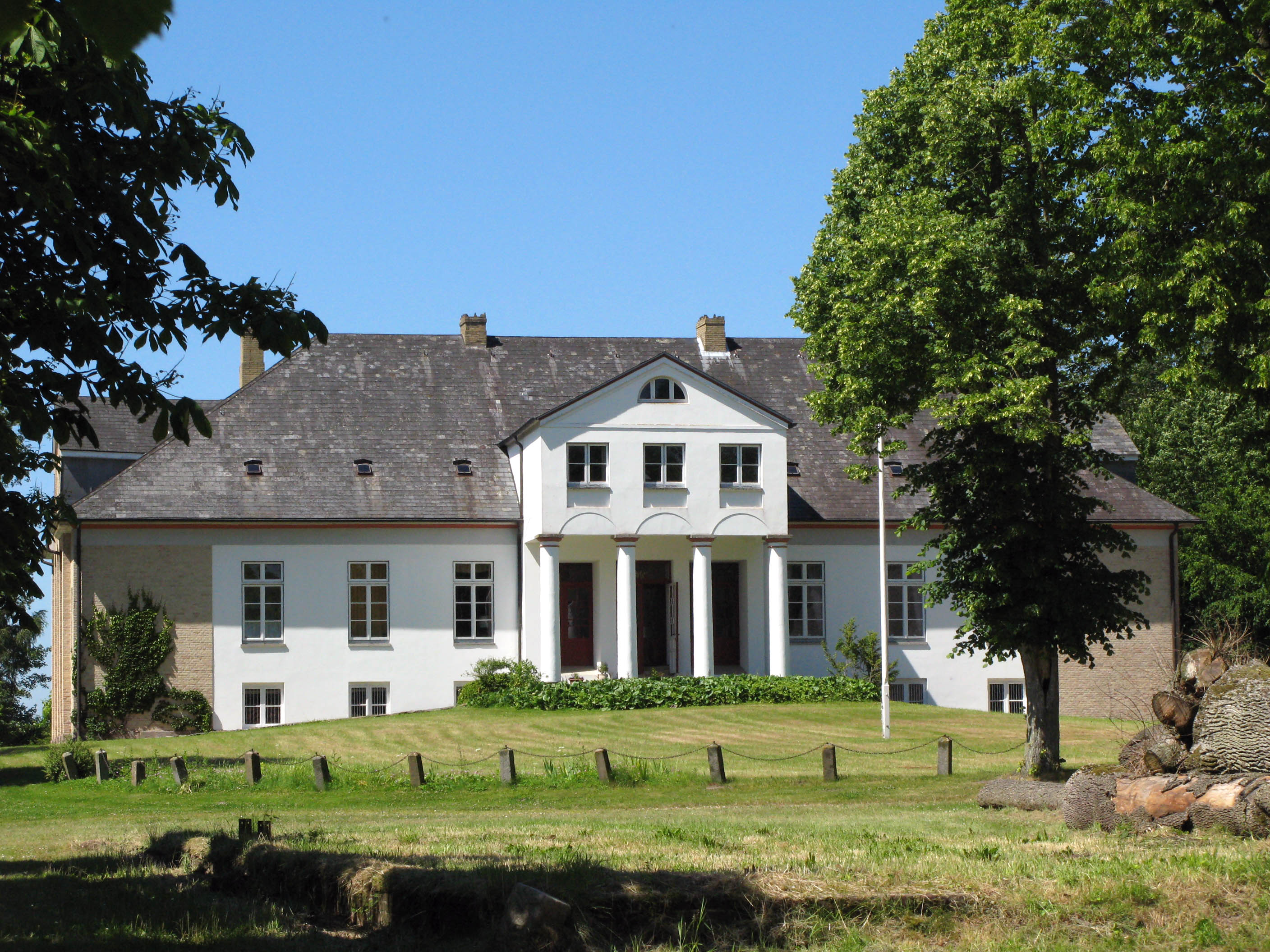
Gut Drült, Herrenhaus

Friedrich Henning Adolf von Rumohr (* 22. September 1790 auf Gut Rundhof; † 3. Februar 1833 in Schleswig) war ein schleswig-holsteinischer Verwaltungsjurist und Besitzer des Gutes Drült (heute Ortsteil von Stoltebüll).

## Leben
Friedrich Henning Adolf von Rumohr (Nr. 190 der Geschlechtszählung) entstammte der Rundtofter Linie des holsteinischen Uradelsgeschlechts (Equites Originarii) von Rumohr. Er war der zweite Sohn des Landrats Christian August von Rumohr (1759–1798) auf Rundtoft/Rundhof und dessen Frau Luise Mariane, geb. von Dehn (1762–1849). Cay Wilhelm Georg von Rumohr war sein jüngerer Bruder.
Er studierte Rechtswissenschaften an den Universitäten Göttingen und Kiel. Nach seinem Examen auf Gottorf 1813 trat er in den Verwaltungsdienst der zum dänischen Gesamtstaat gehörenden Herzogtümer Schleswig-Holstein, zunächst als Auskultant beim Obergericht Gottorf. 1821 wurde er Wirklicher Landrat in den Herzogtümern Schleswig und Holstein, und adeliges Mitglied des Holsteinischen Landgerichts in Glückstadt. Seit April 1830 Amtmann über das Amt Hütten, starb er schon Anfang Februar 1833.
Rumohr war seit 1814 verheiratet mit seiner Cousine Wilhelmine von Ahlefeldt (1791–1828), Tochter von Wulf Christopher von Ahlefeldt und dessen Frau Wilhelmine Dorothea Cäcilie, geb. von Rumohr. Das Paar hatte zwei Söhne, Wulf August von Rumohr (1818–1888), der Drült erbte und 1860 kurzzeitig in dänischer Festungshaft saß, und Henning Wilhelm Karl von Rumohr (* 1826).
Seine reichhaltige Bibliothek kam auf Betreiben seines Schwiegervaters im November 1833 in Schleswig zur Versteigerung.

## Werke
- Nähere Prüfung der Frage: Kann der Cridar während der Dauer des Concurses zur Beziehung des Einlągers angehalten werden? Schleswig 1823
- Noch einige Worte, veranlasst durch die Schrift des Canzeleiraths Lornsen, über das Verfassungswerk in Schleswig-Holstein. Schleswig 1830